# Jan Kolář (stavitel)
Jan Kolář (1. duben 1868 Staré Čívice – 18. duben 1958 Kácov) byl profesorem mostního stavitelství na Českém vysokém učení technickém v Praze. V roce 1920–1921 byl zvolen rektorem ČVUT.

## Život
V letech 1886–1891 vystudoval Císařskou a královskou českou vysokou školu technická v Praze. V letech 1892–1894 působil jako inženýr rakouských a saských státních drah. Od roku 1894 pracoval jako konstruktér v První česko-moravské továrně na stroje v Praze až do svého jmenování profesorem v roce 1912.
Od roku 1909 souběžně působil na Císařské a královské české vysoké škole technické v Praze. V roce 1912 byl jmenován řádným profesorem mostního stavitelství. Na ČVUT působil do roku 1938.
Ve stejném roce získal stavitelskou licenci.

## Dílo

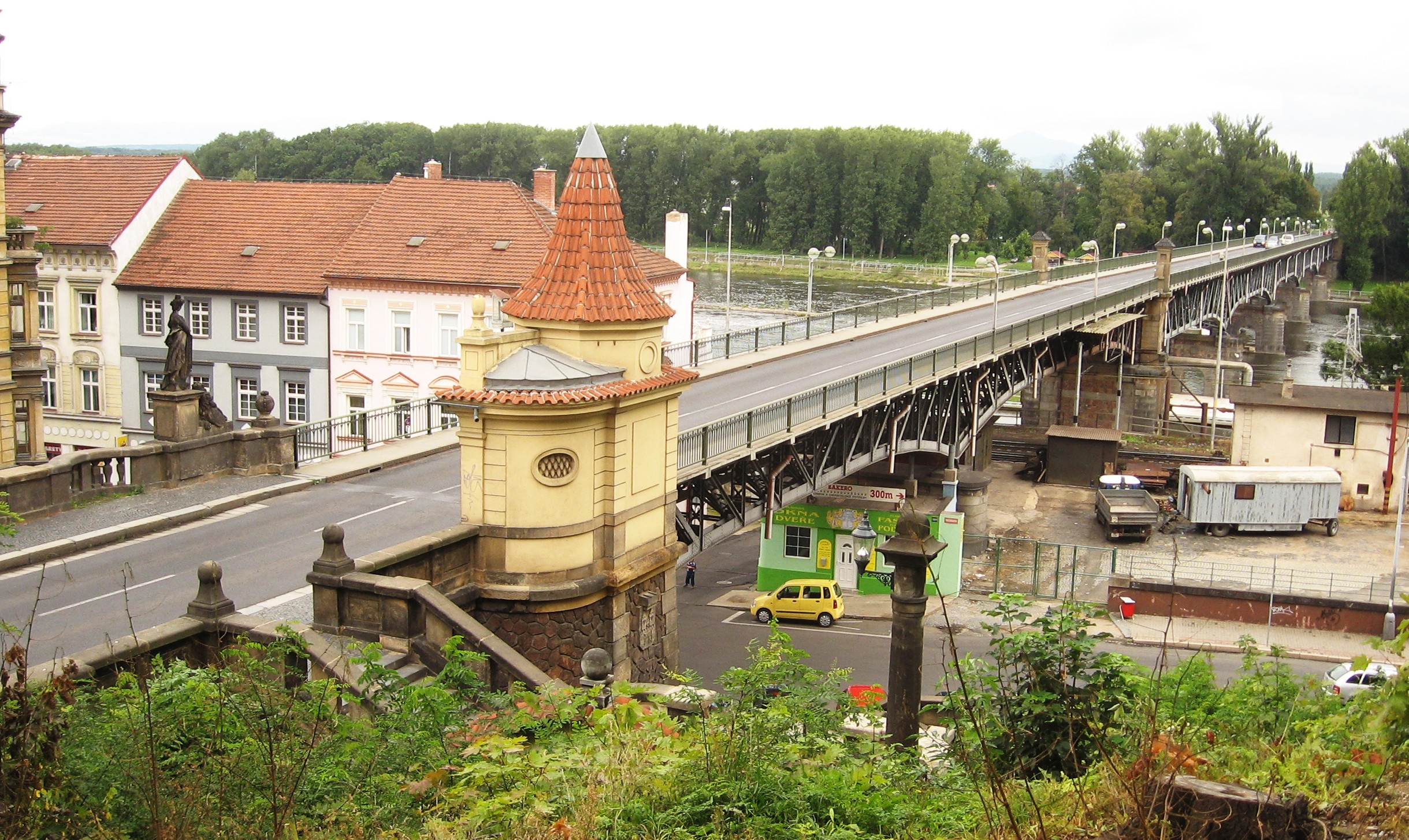
Ocelový silniční most přes Labe v Roudnici

- 1906–1910 spoluautor ocelového příhradového silničního mostu přes Labe v Roudnici

### Ocenění díla
- V roce 1936 mu byl udělen čestný titul doktora technických věd (Dr.h.c.) Českého vysokého učení technického v Praze.[2]

## Spisy
- Mostní řád, přeložili: Albert Vojtěch Velflík a Jan Kolář, Praha : Spolek posluchačů inženýrství, 1911
- Dřevěné mosty, Praha : Spol. posl. inženýrství, 1919
- Silnicový most přes Labe v Roudnici, Praha : Spolek posluchačů inženýrství, 1920
- Mostní stavitelství
  - díl I. Vývoj mostních staveb. Železné trámové mosty plnostěnné, Praha : Spolek posluchačů inženýrství : Ústřední vydavatelská komise při Českém vysokém učení technickém, 1923
  - díl II. Příhradové mosty trámové. Průplavní, vodovodní a rozbírací mosty. Zatěžovací zkouška. Udržování a zesilování železných mostů, Praha : Spolek posluchačů inženýrství, 1925
  - díl III. Obloukové, visuté a pohyblivé mosty, Praha : Spolek posluchačů inženýrství v Praze : Ústř. vydav. komise při Českém vys. učení technickém, 1926
  - díl IV. Dřevěné mosty, montážní lešení, skruží, lešení a bednění betonových mostů, Praha : Spolek posluchačů inženýrství v Praze : Ústř. vydav. komise při Českém vys. učení technickém, 1926
- Dřevěné mosty kryté v republice Československé, Praha : Masarykova akademie práce, 1926
- Technický průvodce pro inženýry a stavitele. Sešit jedenáctý, Mostní stavitelství, spolu s Stanislavem Bechyně, Praha : Nákladem České matice technické, 1930

Po smrti Alberta Vojtěcha Velflíka dokončil jím rozpracované Dějiny technického učení v Praze s dějinným přehledem nejstarších inženýrských škol, jakož i akademií a ústavů v Rakousku, na nichž bylo vědám inženýrským nejdříve vyučováno, Praha : Česká matice technická, 1925